# Marijn Ouwehand
Marijn Ouwehand (Enschede, 2 augustus 1993) is een Nederlandse politicus en jazzzanger. Sinds 2022 is hij raadslid voor de PvdA in Enschede; in 2025 werd hij vicefractievoorzitter.

## Politieke loopbaan
Ouwehand diende samen met Linsey van der Veen (D66) het initiatiefvoorstel Nachtvisie Enschede in, een kader voor een veilig, inclusief en economisch vitaal nachtleven en nachtcultuur. De visie werd door de raad vastgesteld; het college stelde vervolgens de Nachtraad als adviesorgaan in.
Binnen het evenementenbeleid bracht hij voorstellen in voor inclusie en toegankelijkheid (o.a. toegankelijke toiletten en begaanbare kabelgoten) en voor beschikbaarheid van drinkwater bij warme omstandigheden; deze uitgangspunten zijn verankerd in nota’s en toetsingskaders.

## Muzikale loopbaan
Ouwehand groeide op in een muzikale familie en is een zoon van contrabassist Ruud Ouwehand. Hij volgde de muziekstroom op Kottenpark en studeerde jazzzang aan het Conservatorium van Amsterdam, waar hij in 2021 afstudeerde. Als scholier bracht hij een periode door op Lincoln Southwest High School in Lincoln (Nebraska).
In 2007 won Ouwehand een compositiewedstrijd van het Nederlands Blazers Ensemble; zijn De Jazzy Knuffelblues klonk in het Nieuwjaarsconcert 2008 en verscheen op het album Nacht.
In 2021 verscheen zijn ep PUUR, met Berend van den Berg (piano), John Engels (drums) en Ruud Ouwehand (contrabas), en met gastsolisten Jan Wessels, Hermine Deurloo en Peter Peuker. Datzelfde jaar ontving de cast van Putting It Together de Amateur Musical Award voor Beste Ensemble.
In 2022 won hij met In Balans de compositiewedstrijd voor de speeltrommel van het carillon van de Grote Kerk, en schreef hij het campagnelied Thuis in Enschede (single). Ouwehand treedt geregeld op met zijn vader en neef Willem Ouwehand in kleine bezettingen, onder meer als Duo Nevenactiviteiten.

## Discografie
- PUUR (ep, 2021; met Berend van den Berg (piano), John Engels (drums) en Ruud Ouwehand (contrabas); gastsolisten: Jan Wessels, Hermine Deurloo, Peter Peuker).[24][25][26]
- Thuis in Enschede (single, 2022).[27]